# زباد بزرگ هندی
زباد بزرگ هندی (نام علمی: Viverra zibetha) نام یک گونه از سرده زبادگون‌ها است.